# Entomogramma syngrammata
Entomogramma syngrammata är en fjärilsart som beskrevs av Paul Mabille 1880. Entomogramma syngrammata ingår i släktet Entomogramma och familjen nattflyn. Inga underarter finns listade i Catalogue of Life.